# Іоанн II (цар Мукурри)
Іоанн II (д/н — бл. 804) — 8-й цар держави Мукурри-Нобатії в 768—804 роках.

## Життєпис
Був напевне якимось родичем царя Кіріака, оскільки після нього близько 768 року посів трон. Продовжив політику невтручання у справи Єгипту, але підтримував постійне листування з коптським і православним патріархами Александрії. Також є свідчення про контакти з державою Алва.
Багато приділяв уваги розбудові міст, їх укріпленню, зведеню церков. 802 року зібрав перший собор єпископів Мукурри, що відбувся в церкві Св. Рафаеля в так званій цитаделі Донголи. Його очолював копський архієпископ Донголи Аарон. Згодом визнав надання сану митрополита Іоанну I, православному єпископу Парохасу.
Помер близько 804 року. Йому спадкував Михайло (Хаель), який був можливо молодшим братом або зятем Іоанна II, оскільки син останнього — Захаріас — отримав трон вже після Михайла.